# Stade de Djouba
Le stade de Djouba (en anglais : Juba Stadium) est un stade de sport construit en 1962 à Djouba, capitale du Soudan du Sud.
Il est le stade de l'équipe du Soudan du Sud de football. En 2009, il avait accueilli le Championnat de la CECAFA des moins de 17 ans.

## Histoire
Le 9 juillet 2011, il a servi à accueillir les commémorations de l'indépendance du pays. Rénové de mai à juin 2011, il peut de nouveau accueillir des compétitions sportives.